# Brovary
Brovary (ukrajinsky Бровари) jsou město v Kyjevské oblasti na Ukrajině. Leží jen 12 kilometrů na východ od Kyjeva a je tak součástí Kyjevské aglomerace. Ve městě žije přibližně 109 tisíc obyvatel.

## Historie
První písemná zmínka o obci pochází z roku 1630. Název byl odvozen z pivovaru, který zde byl založen v tomto období. V letech 1648-1649 byly založeny kozácké jednotky, v roce 1666 již bylo evidováno 68 kozáckých dvorů oproti 46 selským dvorům. Podstatný rozvoj nastal až po roce 1868, kdy se výstavbou nádraží a železnice město stalo významným dopravním uzlem. V roce 1935 byl otevřeno letiště pro celou Kyjevskou oblast, které zničili nacisté v roce 1941. V letech 1934 až 1941 jezdila ve městě elektrická tramvaj, před ní na benzinový pohon. Roku 1956 byly Brovary prohlášeny městem.

## Ruská agrese 2022
Během ruské invaze na Ukrajinu v roce 2022 byly 11.-12. březnu o město sváděny tuhé boje. 2. dubna bylo Ukrajinci získáno zpět a 16. dubna opět ostřelováno.

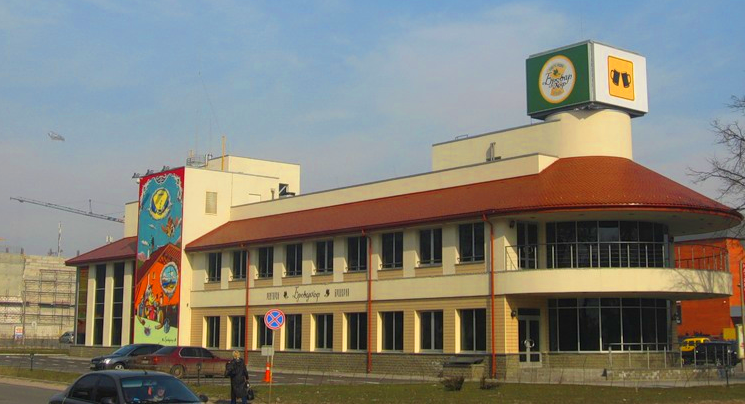
Pivovar CHOF

## Průmysl
Brovary jsou významným průmyslovým centrem (hutnictví, pivovarnictví, továrny na nábytek, plasty, obuvnický průmysl).

## Památky
- Ve městě a připojených obcích (Liťky, Hoholiv, Ploske, Pohreby, Velika Dymerka, Zavoryči) je 12 chrámů.
- Nejstarší jsou pravoslavné chrámy sv. Petra a Pavla, Pokrovskij a Svatotrojický, nejmladší adventistů.
- Historické muzeum

## Školství a sport
Město má rozvinutou sportovní infrastrukturu.
- Ve škole tělesné kultury studovali mnozí ukrajinští sportovci, včetně olympijských vítězů v boxu, bratří Vitalije a Vladimíra Kličkovových a Oleha Lisohora, mistra světa v plavání.
- Ve městě sídlí hokejový klub Bilyj Bars Brovary.

## Partnerská města
- Fontenay-sous-Bois, Francie (1989)
- Sluck, Bělorusko (1992)
- Sillamäe, Estonsko (2003)
- Čan-ťiang, Čína (2013)
- Tacoma, Spojené státy americké (2017)
- Zadar, Chorvatsko (2018)